# Brassomys albidens
Brassomys albidens (пацюк голохвостий білозубий) — вид гризунів родини мишеві (Muridae).

## Поширення
Вид є ендеміком Нової Гвінеї. Він зустрічається тільки у провінції Західна Папуа, що належить Індонезії. Його природними місцями проживання є субтропічні і тропічні сухі ліси та субтропічні або тропічні сухі низовинні луги.
Знайдено в двох населених пунктах в межах 9 км один від одного (гора Вільгельміна і озеро Хаббема) під час експедиції Арчбольда у 1938 році. Зібрано лише шість самців. Тим не менш, цілком можливо, що він знаходиться в інших місцях в цьому районі.

## Спосіб життя
Цей вид зустрічається в субальпійських луках вище лінії дерев. Ймовірно, живе в норах.